# Ђ
Ђ, ђ (en cursiva Ђ, ђ) és una lletra de l'alfabet ciríl·lic, sisena de l'alfabet ciríl·lic serbi. Fou adaptada per Vuk Stefanović Karadžić a partir de la lletra Ћ.

## Ús
Es fa servir en serbi per representar el so /ʥ/, una consonant africada alveolopalatal sonora, semblant a la j en anglès.
Ђ/ђ correspon a la Đ/đ en l'alfabet llatí serbi, i així és transliterada, tot i que de vegades es translitera com dj. En el macedònic equival a la lletra Ѓ.

## Taula de codis
| Codificació de caràcters | Tipus     | Decimal | Hexadecimal | Octal  | Binari              |
| ------------------------ | --------- | ------- | ----------- | ------ | ------------------- |
| Unicode                  | majúscula | 1026    | 0402        | 002002 | 0000 0100 0000 0010 |
| Unicode                  | minúscula | 1106    | 0452        | 002122 | 0000 0100 0101 0010 |
| ISO 8859-5               | majúscula | 162     | A2          | 242    | 1010 0010           |
| ISO 8859-5               | minúscula | 242     | F2          | 362    | 1111 0010           |
| KOI 8                    | majúscula | 177     | B1          | 261    | 1011 0001           |
| KOI 8                    | minúscula | 161     | A1          | 241    | 1010 0001           |
| Windows 1251             | majúscula | 128     | 80          | 200    | 1000 0000           |
| Windows 1251             | minúscula | 144     | 90          | 220    | 1001 0000           |